# Éditions du Tricorne
Les Éditions du Tricorne sont une maison d'édition suisse créée à Genève en 1976 par Serge Kaplun, éditeur, imprimeur et écrivain.

## Le catalogue
Les ouvrages publiés sont dans de nombreux domaines :
- architecture, arts, bande dessinée, beaux-arts, beaux livres, économie, histoire, Genève, humour, littérature de langue française, manuels techniques et scolaires, mathématiques, pédagogie, peinture, philosophie, psychanalyse, psychologie, religion catholique, religion juive, sciences humaines, sciences politiques, spiritualité, Suisse, voyages.

### Quelques titres
- Valérie Seppey, Naître pour, 2000
- Xavier Comtesse, Le Feu au Lac, vers une région métropolitaine lémanique, 2006
- Gilbert Ploujoux, Histoire des transports publics dans le Canton de Genève
- Jean-Claude Pont, La Balade de la médiane et le théorème de Pythagoron
- François Boespflug et Arcabas, Arcabas et les Pèlerins d'Emmaüs (préface de l'Abbé Pierre)
- Danielle Decrouez, Alain Gassener, Protos et l'aventure de la Terre (bande dessinée), 2012  (ISBN 978-2-94045009-1)
- René Berger en collaboration avec Xavier Comtesse, Vers les temps réels, 2006
- Jean-Christophe Bétrisey, Psychanalyse, poésie, photographie. Le récit d'une introspection, 2006
- Frederic Eckhard, Kofi Annan, édition française préfacée par Bernard Kouchner, traduite par Annick Stevenson, 2009  (ISBN 978-2-8293-0293-0)
- Michèle Bolli, Martine Ruchat, Le deuil partagé, 2012,  (ISBN 978-2-940450-00-8)